# Jean Merlini
Ne doit pas être confondu avec Giovanni Merlini.
Jean Merlini (Spolète, 28 août 1795 - Rome, 12 janvier 1873) est un prêtre italien, prédicateur de missions populaires, conseiller du pape Pie IX et troisième supérieur général des Missionnaires du Précieux-Sang. Déjà reconnu vénérable par l'Église catholique, le Vatican proclame sa béatification le 12 janvier 2025.

## Biographie
Jean Merlini naît à Spolète le 28 août 1795. Malgré l'opposition de ses parents, il entre au séminaire et il est ordonné prêtre le 19 décembre 1818. En 1820, alors qu'il fait ses exercices spirituels à l'abbaye de San Felice (Giano dell'Umbria), il rencontre saint Gaspard del Bufalo, fondateur de la société de vie apostolique des Missionnaires du Précieux-Sang et décide de rejoindre cette communauté.
Il est le conseiller de nombreux jeunes dont sainte Marie de Mattias qui le prend comme directeur spirituel. Avec l'aide de Merlini, elle fonde les Adoratrices du Sang du Christ. Il est également supérieur de certaines missions et formateur de jeunes missionnaires, ainsi que fondateur de diverses communautés. Il sculpte plusieurs crucifix dont certains sont conservés dans les maisons des missionnaires qu'il a fondées. Suivant le charisme de la société, il se distingue comme prédicateur dans les missions populaires de diverses villes et villages d'Italie.
Proche disciple de Gaspard del Bufalo, il l'assiste dans la mort et se voit confié par le fondateur la charge de finaliser la règle et l'approbation par le pape de la société apostolique. Lors du chapitre général de la société tenu en 1848, Merlini est choisi comme troisième supérieur général des Missionnaires du Précieux-Sang. Il occupe ce poste pendant vingt-cinq ans et gagne l'appréciation des membres de sa communauté. Grâce à cette renommée, il est conseiller des évêques et des papes, parmi lesquels Pie IX. En 1848, il accompagne le pape dans son exil à Gaète dans le royaume des Deux-Siciles et l'encourage à faire le vœu d'étendre la Fête du Précieux-Sang si le pontife peut retourner à Rome. À son retour, Pie IX étendit donc cette fête dans toute l'Église le 1er juillet. Elle a perduré jusqu'à sa fusion avec la solennité de la Fête-Dieu par Paul VI.
Le 9 janvier 1873, Merlini est volontairement renversé par un carrosse mené par un conducteur anticlérical. Il meurt des suites du traumatisme trois jours plus tard, après avoir pardonné à son agresseur, et entouré de sa communauté. Sa dépouille fut transférée  dans l'église Santa Maria in Trivio.

## Vénération
Il est reconnu vénérable le 10 mai 1973 par le pape Paul VI.
Le 23 mai 2024, le pape François reconnaît authentique un miracle attribué à l'intercession  de Merlini, et signe donc le décret de sa béatification. Le 12 janvier 2025, le cardinal Marcello Semeraro prononce sa béatification à la basilique Saint-Jean-de-Latran, au nom du pape François.